# Нудд Щедрый
Нудд Щедрый (Нудд ап Сенилт; валл. Nudd Hael, Nudd ab Senyllt) — король Селковии в VI веке; сын Сенилта Щедрого.

## Биография
В 560 году Нудд, Ридерх Щедрый, Морвайл ап Серван и Клидно ап Кинвелин совершили вторжение в Гвинед, с целью отомщения за своего родственника Элидира Богатого. Поначалу им сопутствовала удача, но позже им пришлось отступить.
Считается, что Нудд похоронен в Ярроу, где находится надгробный камень с соответствующей надписью. Ему наследовал святой Дингат.